# Frank Johnston

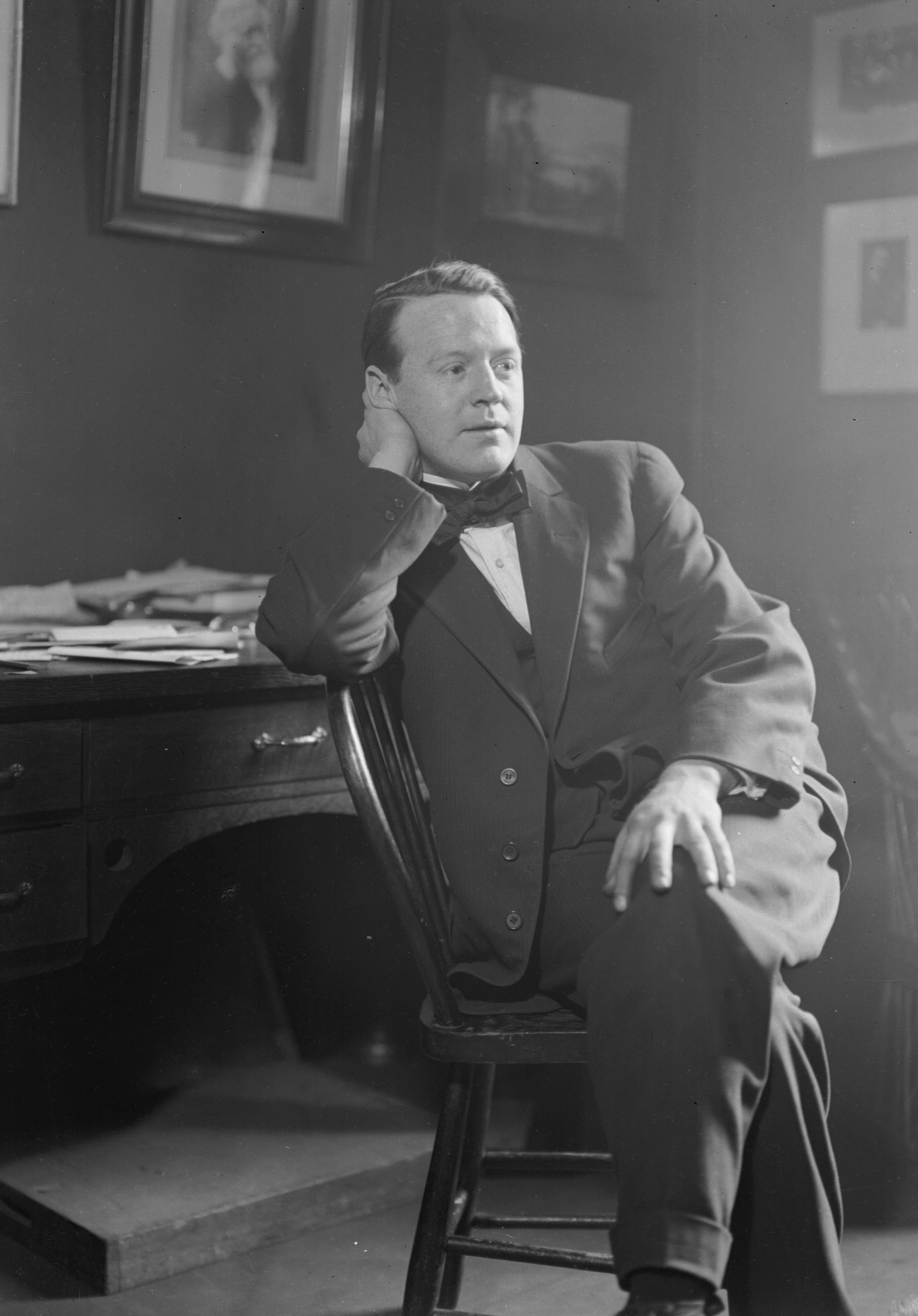
Frank Johnston, April 1913

Francis Hans Johnston, genannt Frank und später Franz Johnston, (* 19. Juni 1888 in Toronto; † 9. Juli 1949 ebenda) war ein kanadischer Maler und Kunstlehrer, Gründungsmitglied der Group of Seven und einer der produktivsten und erfolgreichsten Künstler seiner Generation.

## Leben
Frank Johnston studierte ab 1904 in Deutschland und kehrte 1907 nach Kanada zurück. Später setzte er sein Studium an der Pennsylvania Academy of Fine Arts in den USA bei Philip Leslie Hale und Daniel Garber fort. Nach seiner Rückkehr arbeitete er zunächst als Illustrator und begann seine künstlerische Laufbahn bei Grip Ltd. Dort lernte er weitere spätere Mitglieder der Group of Seven kennen, darunter Tom Thomson und James Edward H. MacDonald. 1920 stellte er in der ersten Ausstellung der Group of Seven aus, trennte sich aber bald darauf von der Gruppe. Gründe dafür waren Differenzen in der künstlerischen Ausrichtung und Zweifel am kommerziellen Erfolg seiner Werke. 1921 wurde er Direktor der Winnipeg School of Art und änderte 1927 seinen Namen in Franz Johnston.
In seinen späteren Jahren widmete sich Johnston vor allem der traditionellen Landschaftsmalerei und war auch als Lehrer tätig. 1939 reiste er in den Norden Kanadas, um die dortige Landschaft und Kultur zu dokumentieren. Er war Mitglied der Royal Canadian Academy of Arts und erhielt zahlreiche Auszeichnungen.

## Werk

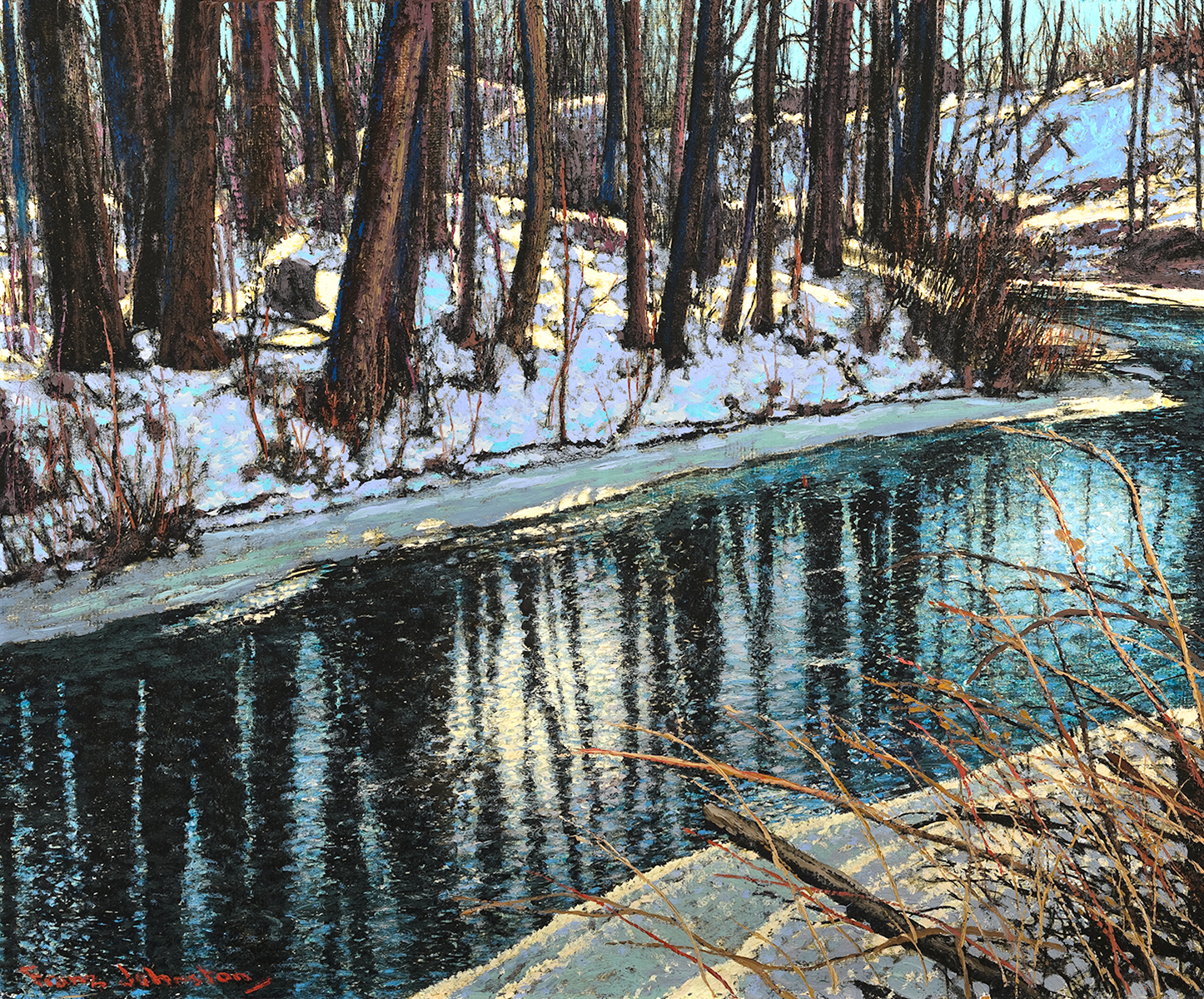
Frank Johnston: Reflections. McMichael Canadian Art Collection

Seine Werke zeichnen sich durch eine Rückkehr zu konservativen Landschaftsdarstellungen aus, die von Licht- und Reflexionseffekten geprägt sind. Beispiele hierfür sind Gemälde wie Serenity Lake of the Woods und Fire Swept Algoma. Trotz seines Bruchs mit der Group of Seven blieb Johnston einer der produktivsten und finanziell erfolgreichsten Künstler seiner Zeit. Als vielseitiger Künstler, der gleichermaßen in Öl, Aquarell und Tempera zu Hause war, malte Johnston alles von pastoralen Szenen in der Landschaft von Ontario und Québec bis hin zu den Landschaften und Völkern der Arktis, wohin er 1939 von Gilbert LaBine, dem Vizepräsidenten der Eldorado Gold Mines, geschickt wurde. Im Laufe seiner Karriere entwickelte er eine traditionelle Form des Realismus, die den Malern des 19. Jahrhunderts wie Homer Watkins näher stand als dem modernistischen Ansatz von Künstlern wie Tom Thomson oder Lawren Harris.